# Luciferianos
Se dio el nombre de luciferianos a los que se adhirieron al cisma de Lucifer, obispo de Cagliari en Cerdeña. 
El cisma de Lucifer acaeció en el siglo IV con el siguiente motivo. Después de la muerte del emperador Constancio II favorecedor de los arrianos, su sucesor Juliano restituyó a sus sillas a los obispos desterrados. San Atanasio y Eusebio de Vercelli reunieron un concilio en Alejandría el año de 362, con el ánimo de restablecer la paz y en él se resolvió admitir a la comunión a los obispos que en el de Rímini habían hecho por debilidad traición a la fe católica con tal que reconociesen su fallo. El concilio comisionó a Eusebio para calmar las divisiones que turbaban la Iglesia de Antioquía en la cual unos reconocían a su obispo Eusebio que había sido desterrado de su silla por su adhesión a la fe católica y otros, a Melecio que después de haber sido semi-arriano, volvió a esta misma fe.
Lucifer, en lugar de ir con Eusebio al concilio de Alejandría, fue derecho a Antioquía y ordenó por obispo a Paulino, cuyas virtudes esperaba que reunirían los dos partidos. Esta elección desagradó a la mayor parte de los obispos de Oriente y aumentó las turbulencias porque en lugar de dos obispos y dos partidos se hallaron de repente con tres obispos. Lucifer, ofendido de que Eusebio y los demás no aprobasen lo que él había hecho, se separó de su comunión, no quiso tener ninguna sociedad con los obispos recibidos a la penitencia, ni con los que le habían hecho la gracia de admitirlos. Sin embargo, las señales de arrepentimiento que habían manifestado los hacían dignos de la indulgencia de sus hermanos. 
Así, este prelado recomendable por sus talentos y virtudes por su adhesión a la fe católica y por sus trabajos, turbó la paz de la Iglesia por un rigorismo exagerado y perseveró en el cisma hasta la muerte. No se le acusa de ningún error sobre el dogma pero sus partidarios no tuvieron tanto miramiento: uno de ellos llamado Hilario, diácono de Roma, sostenía que los arrianos, igualmente que los otros herejes y cismáticos debían ser bautizados cuando volviesen al seno de la Iglesia. Jerónimo de Estridón le refutó con solidez en su Dial, contra los luciferianos: sostiene que los padres de Remini solo pecaron por sorpresa: que su corazón no había sido cómplice de su debilidad porque si no profesaron con bastante exactitud el dogma católico, tampoco habían enunciado el error, todo lo que se prueba por las actas del mismo concilio. 
Los luciferianos se esparcieron aunque en pequeño número por Cerdeña y por España. En una representación que dirigieron a los emperadores Teodosio, Valentiniano y Arcadio hicieron profesión de no querer comunicar con los que consintieron en la herejía, ni con los que les concedieron la paz: sostenían que el papa San Dámaso, San Hilario de Poitiers, San Atanasio y los demás confesores habían hecho traición á la verdad católica, admitiendo a la penitencia a los arríanos. Véase a Pelavio, t. 2, l. 4, c. 4, §. 10 y 11: Tillemont, t.7, pág. 514.